# Butenolida

La más simple butenolida, 2-furanona.

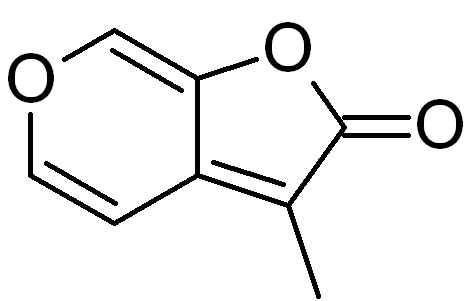
3-Methyl-2H-furo[2,3-c]pyran-2-one

Butenolides son una clase de lactonas con una estructura de anillo de cuatro carbonos heterocíclico. A veces se consideran oxidados derivados de furano. La butenolida simple es 2-furanona, que es un componente común de grandes productos naturales y se refiere simplemente como "butenolida". Una butenolida común bioquímicamente  importante es el ácido ascórbico (vitamina C). Derivados de butenolida conocidos como karrikina son producidos por algunas plantas en la exposición a altas temperaturas debido a los incendios de malezas. En particular, 3-metil-2H-furo[2,3-c]pyran-2-ona se encontró que desencadenaba la germinación de semillas en plantas cuya reproducción es dependiente del fuego.